# Nine Destinies and a Downfall
Nine Destinies and a Downfall is het derde album dat uitgebracht werd door Sirenia. Het werd uitgebracht in 2007. 
Van Nine Destinies and a Downfall bestaat er ook een limited box edition. Deze bevat het bonusnummer en ook de Sirenia Media Player. Er bestaan slechts 500 stuks van deze speciale editie met elk een echtheidscertificaat.

## Composities
Nine Destinies and a Downfall bevat de volgende nummers:
1. "The Last Call" - 4:45
2. "My Mind's Eye" - 3:41
3. "One By One" - 5:28
4. "Sundown" - 5:05
5. "Absent Without Leave" - 4:54
6. "The Other Side" - 3:55
7. "Seven Keys And Nine Doors" - 4:55
8. "Downfall" - 4:44
9. "Glades Of Summer" - 5:36
10. "My Mind's Eye" (bonustrack, radio edit)

## Bezetting
- Sandrine Gouttebel - koor
- Bjørnar Landa - gitaar
- Mathieu Landry - koor
- Monika Pedersen - zang
- Jonathan A. Perez - drums
- Damien Surian - koor
- Morten Veland - basgitaar, gitaar, keyboard, zang
- Emmanuelle Zoldan - koor